# Fern Hunt
Pour les articles homonymes, voir Hunt.
Fern Hunt (née en 1948) est une mathématicienne américaine connue pour ses travaux en mathématiques appliquées et en biomathématiques.

## Enfance et études
Fern Hunt est née à New York en 1948 de Daphne Lindsay et Thomas Edward Hunt. Ses grands-parents ont émigré aux États-Unis en provenance de la Jamaïque avant la Première Guerre mondiale en espérant trouver de meilleures opportunités à New York. La famille vivait dans un premier plan d'aménagement immobilier pour les Afro-Américains à Manhattan. Hunt est la sœur de la poète et écrivaine, Erica Hunt. Même si sa mère a fréquenté le Hunter College pendant deux ans, personne dans la famille n'a obtenu de diplôme d'études universitaires. Dès sa jeunesse, Hunt a démontré un intérêt envers la science, en expérimentant avec des ensembles de chimie et des ensembles électriques. Son professeur d'école secondaire, Charles Wilson, a encouragé Hunt à poursuivre ses études en sciences et en mathématiques. Elle a fréquenté le Bryn Mawr College et obtenu son baccalauréat en 1969. Elle a poursuivi ses études et a obtenu une maîtrise et un doctorat en mathématiques du Courant Institute of Mathematical sciences de l'université de New York.

## Carrière
Après avoir brièvement enseigné à l'université de l'Utah, Hunter est devenue une assistante professeure de mathématiques à l'université Howard. Tout en enseignant à Howard, elle menait des activités de recherche en travaillant pour les National Institutes of Health, dans le Laboratoire de biologie mathématique de 1981 à 1982, ainsi que pour le National Bureau of Standards de 1986 à 1991. En 1993, elle a commencé à travailler pour le National Institute of Standards and Technology (NIST), où elle travaillait sur des problèmes mathématiques appliqués à la physique et à la chimie. Tout en travaillant au NIST, elle poursuivit ses propres recherches sur la théorie ergodique des systèmes dynamiques.
Fern donne également des conférences dans les collèges et les universités, dans le but d'encourager les étudiants à s'orienter vers les mathématiques. Elle se sert de ses expériences et de ses difficultés en tant que femme noire en mathématiques pour encadrer et conseiller la minorité étudiante intéressée par les mathématiques. En 1998, elle fut monitrice dans un atelier d'été adressé aux femmes entrant dans des programmes de doctorat en mathématiques, appelé EDGE (Enhancing Diversity in graduate Education).

## Prix et distinctions
En 2000, Hunt a reçu le prix Arthur S. Flemming pour sa contribution aux probabilités et à la modélisation stochastique, aux biomathématiques, à la géométrie computationnelle, à la dynamique non linéaire, à l'infographie, et au calcul parallèle. De 1988 à 1991, elle a été membre  du comité consultatif en mathématiques de la Graduate Record Examination. Elle est membre du conseil d'administration du Bryn Mawr College depuis 1992 et du comité consultatif de Recherche en Biologie et Environnement pour le ministère de l'Énergie depuis 1994.
En 2005, elle est conférencière Falconer avec « Techniques for Visualizing Frequency Patterns in DNA », distinction décernée par l'Association for Women in Mathematics et la Mathematical Association of America.